# Stary Ratusz w Legnicy
Stary Ratusz w Legnicy – zbudowany w latach 1737–1741 w stylu barokowym. Początkowo był siedzibą władz miejskich, w roku 1928 został zaadaptowany na siedzibę teatru. Obecnie mieści się w nim administracja teatru oraz garderoby aktorów.

## Historia
Pierwszy drewniany ratusz w Legnicy powstał już w XIV wieku na podstawie przywileju księcia Bolesława III Rozrzutnego. Budynek ten podobnie jak i następny, murowany, był niszczony w pożarach. Budowla obecna została wzniesiona w latach 1737–1741 pod kierunkiem Franza Michaela Sheerhofera, jako fragment zabudowy rynku. Pierwsze posiedzenie rady miejskiej odbyło się 15 maja 1741 roku, a ostatnie - 164 lata później - 8 kwietnia 1905 roku. Obiekt był przebudowany w roku 1836, a następnie w latach 1926–1928 ponownie, z przeznaczeniem na teatr, dobudowano wówczas niską wieżę. Budowla była remontowana w latach 1960–1960, a ostatnio w latach 1977–1978. 

Decyzją wojewódzkiego konserwatora zabytków z dnia 29 marca 1949 roku budynek został wpisany do rejestru zabytków.

## Architektura
Barokowy budynek ma trzy trakty, obszerną sień i trzy kondygnacje. Na osi budynku jest ryzalit, podkreślony dwoma biegami zewnętrznych schodów. Boniowany parter podtrzymuje pilastry dzielące elewację. Bryła nakryta jest dachem mansardowym z lukarnami, a ryzalit cebulastym hełmem. Stary Ratusz jest obecnie integralnie połączony z przylegającym do niego od północnej strony budynkiem teatru. Jego wnętrza zajmuje administracja Teatru im. Heleny Modrzejewskiej w Legnicy i garderoby aktorów. 

## Galeria

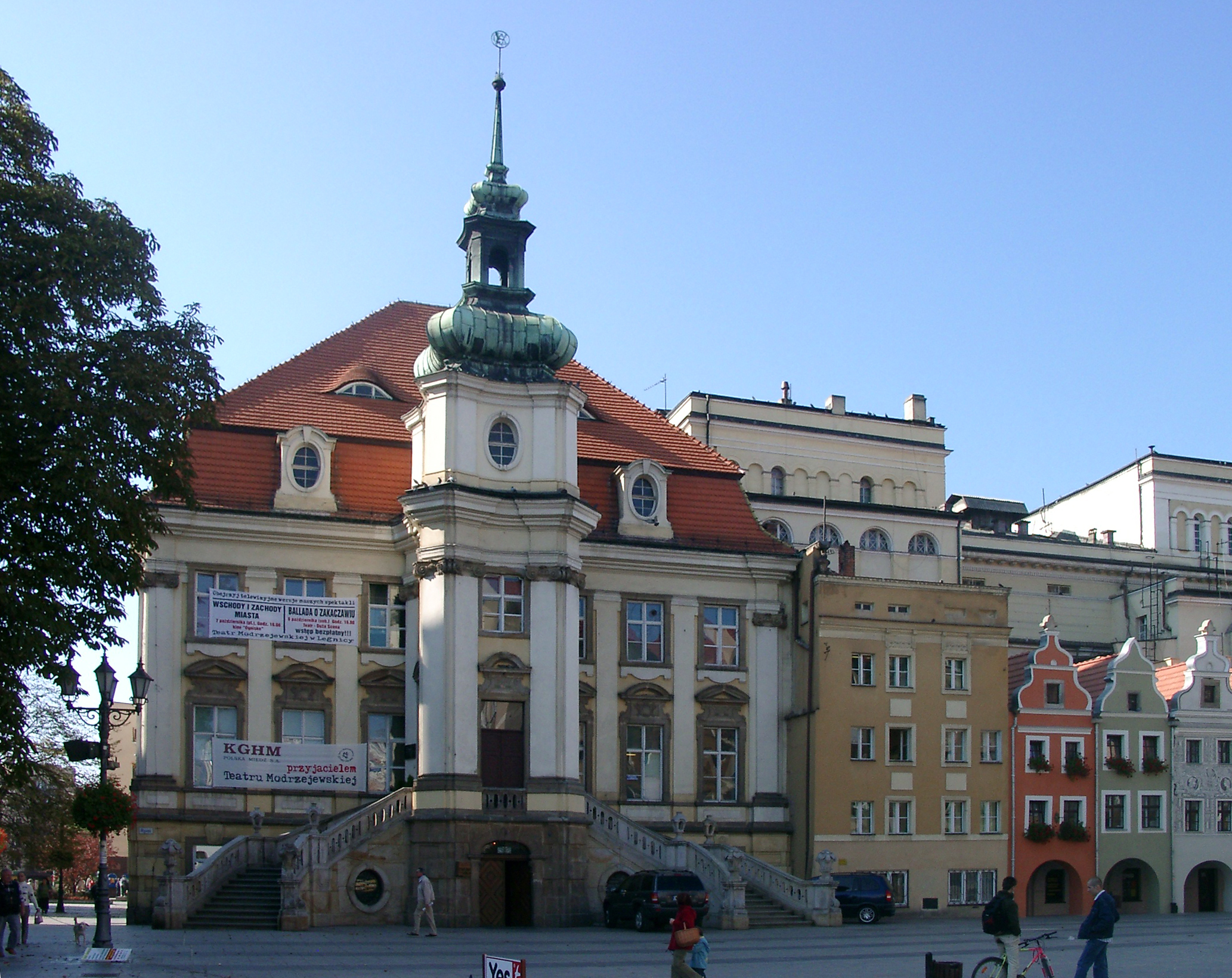
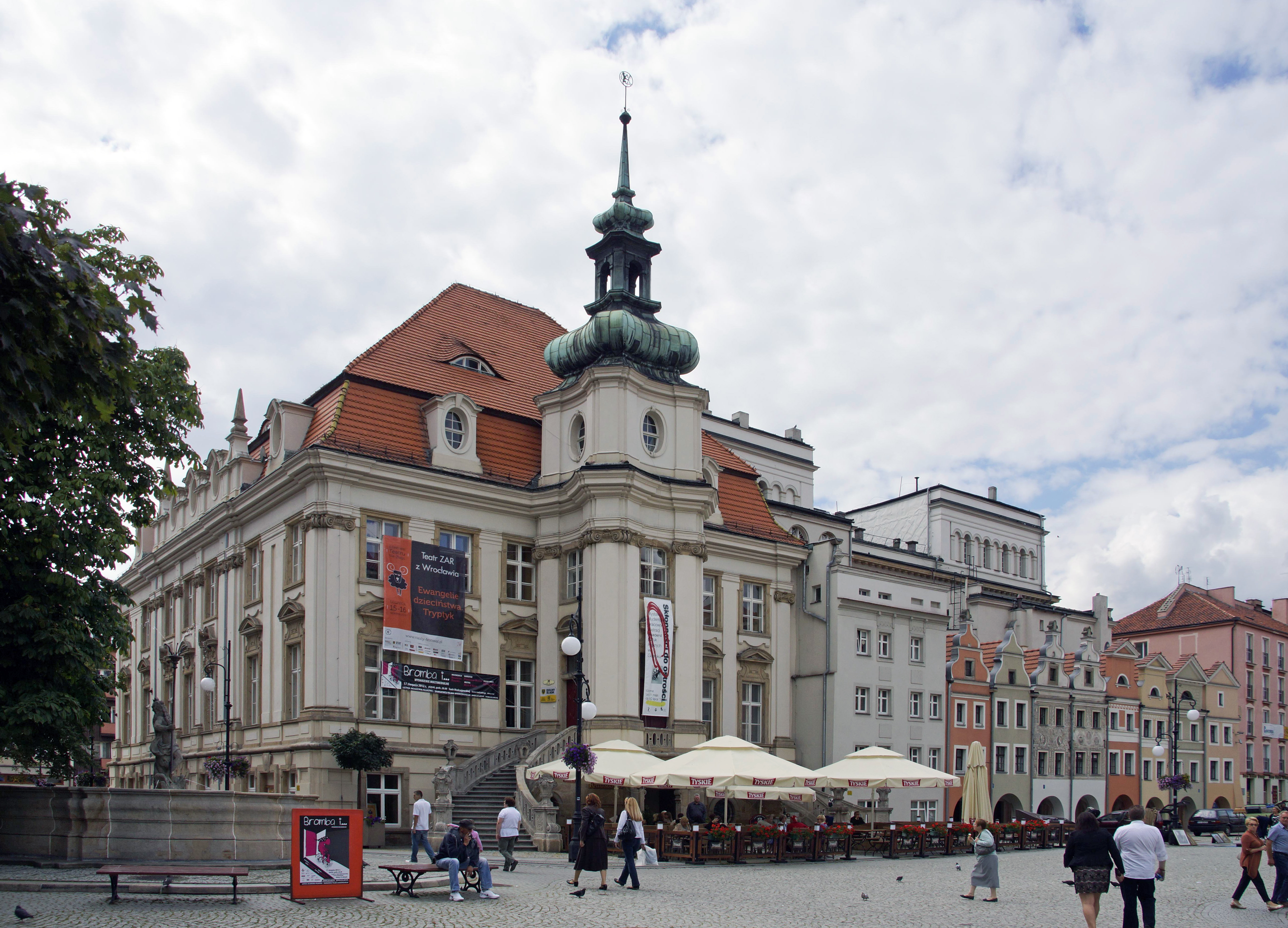
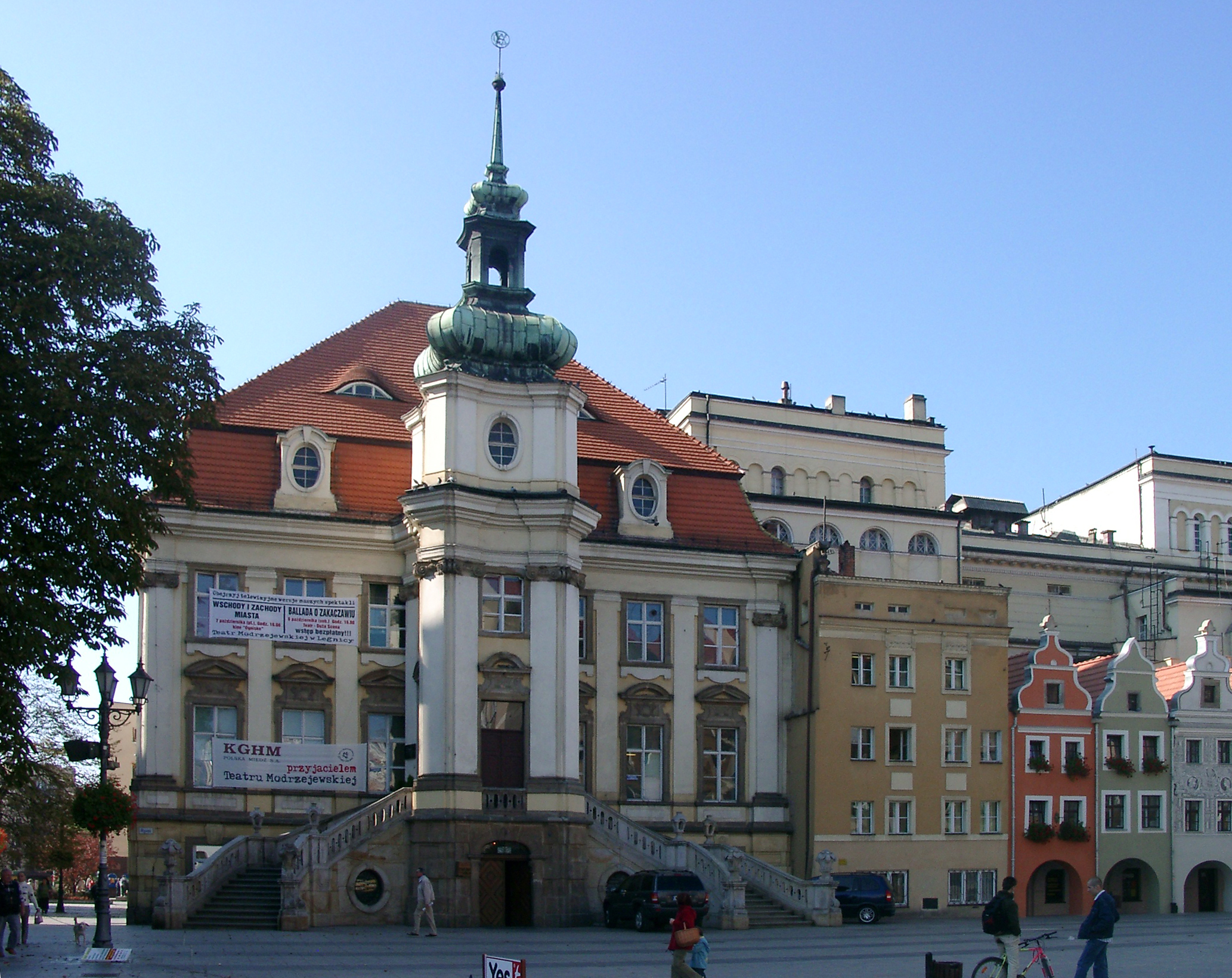
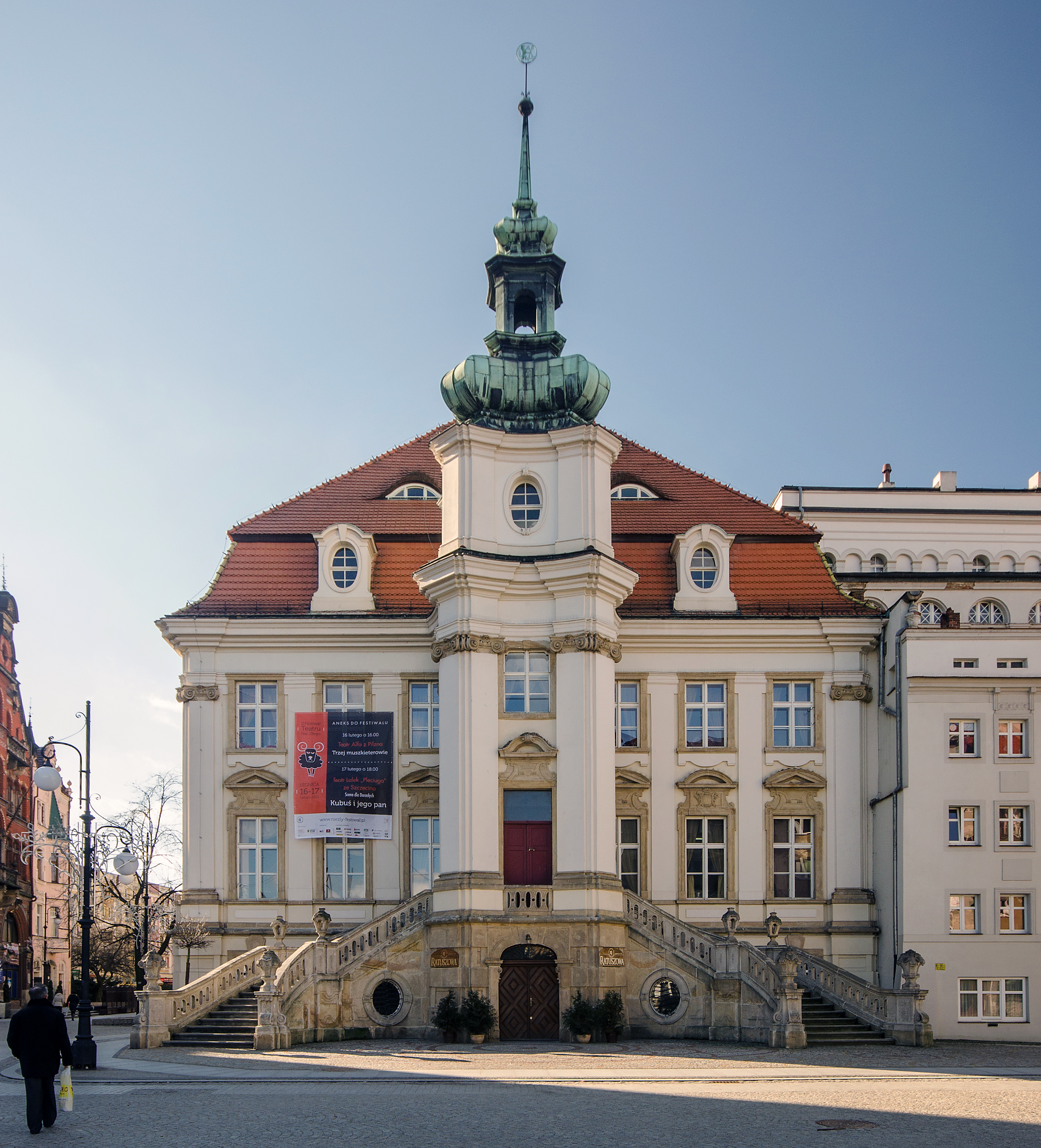
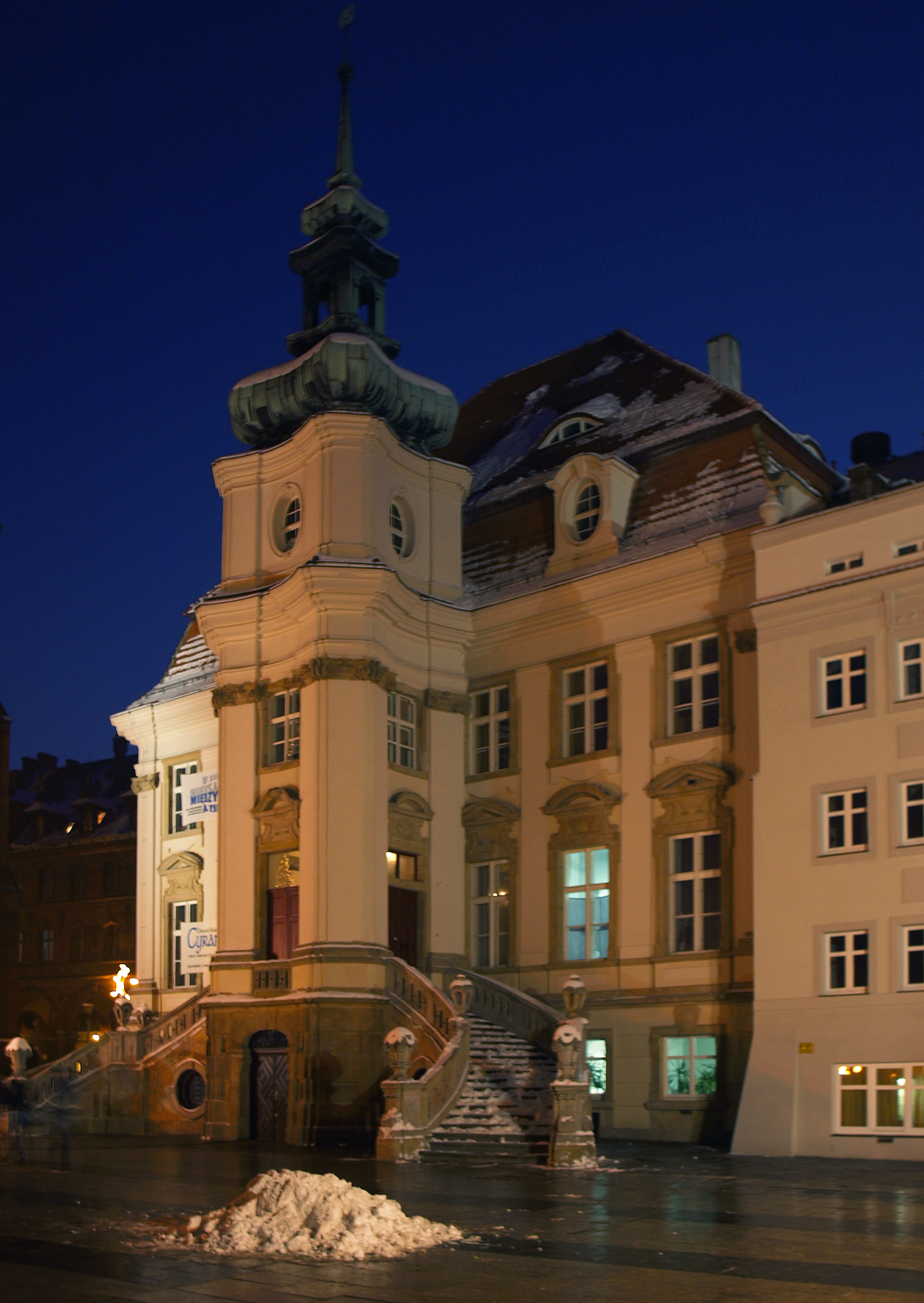
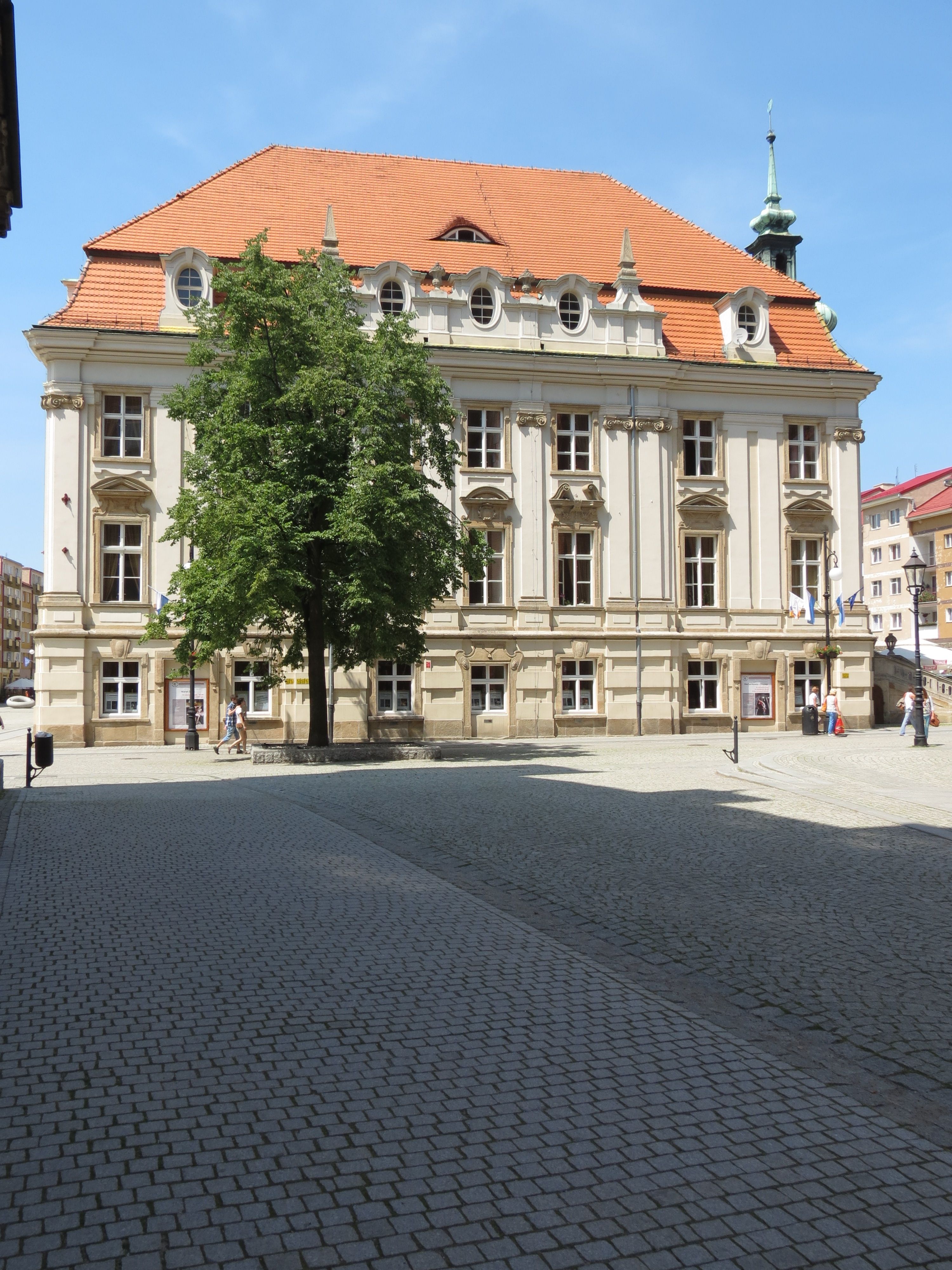